# سیارک ۱۸۷۷۳
سیارک ۱۸۷۷۳ (به انگلیسی: 18773 Bredehoft، نامگذاری:1999JY36) هجده هزار و هفتصد و هفتاد و سومین سیارک کشف شده‌است که در ۱۰ مه ۱۹۹۹ کشف شد.
قدر مطلق سیارک برابر ۱۲٫۳ است.